# Отхвърлени от Обществото
Отхвърлени от Обществото (понякога изписани като #SocialOutcasts) е кеч формация, участваща в WWE. Групата включва Хийт Слейтър, Къртис Аксел, Бо Далас и Адам Роуз, който е е съкратен заради не спазвайки политиката на WWE за здравето.

## История

### Формация
На 4 януари 2016 в епизод на Първична сила, Хийт Слейтър беше придружаван на ринга от Къртис Аксел, Адам Роуз и Бо Далас за мача му с Долф Зиглър. След разсейване от Аксел, Роус и Далас; Слейтър отправи победа. След победата групата отбеляза, че се наричат Отхвърлени от Обществото. На следващата седмица на Първична сила, те се биха със Семейство Уайът, но никой не спечели след намесата от Райбак. На 14 януари в епизод на Разбиване, четиримата победиха Златен прах, Деймиън Сендау, Джак Фукльото и Зак Райдър в отборен мач с осем души. На 21 февруари на Бързата лента, Аксел победи Ар Труф в индивидуален мач. На 17 март в епизод на Разбиване всичките четирима обявиха участието си в Кралската битка в памет на Андре Гиганта на КечМания 32, която беше спечелена от Барън Корбин. На 11 април в епизод на Raw, Отхвърлените (Аксел и Слейтър) бяха победени от Братя Усо в първия кръг на отборен турнир.

## В кеча
- Хийт Слейтър
  - Smash Hit (Spinning lifting DDT)[10]
- Къртис Аксел
  - Axehole[11] (Hangman's facebuster)[12]
- Бо Далас
  - Bo-Dog (Springboard bulldog)[13][14][15]
- Входни песни
  - My Way на Джим Джонстън (WWE; 4 януари 2016)
  - Outcast[16] на CFO$ (WWE; January 11,11 януари 2016 – )